# Megriadt nő
A Megriadt nő egy makói szobor, Nagy Gyula alkotása, amelyet gyakran illetnek a Makói Vénusz névvel.
A szobor a város főterén található, a Belvárosban. A váll és a csípő ellentétes irányú mozgású, a kontraposzt helyzet finom összhatással  jelenik meg. A műalkotást 1988-ban bronzba öntötte Gajdos Dezső, a szobor nagy rajongója, kőfaragó mester. A meztelen női alak henger formájú kőtalapzaton áll. A 2006-os térrekonstrukció során felmerült a szobor áthelyezésének lehetősége, de a lektorátus végül az eredeti hely megtartására szavazott.